# Karlleuita
La karlleuita és un mineral de la classe dels òxids. Rep el nom en honor a Karl Leu (n. 1958), un mineralogista aficionat de la regió d'Eifel, a Alemanya, autor de nombroses publicacions i informes sobre minerals d'aquesta regió.

## Característiques
La karlleuita és un òxid de fórmula química Ca₂MnO₄. Va ser aprovada com a espècie vàlida per l'Associació Mineralògica Internacional en el mes de febrer de l'any 2024, i publicada pocs mesos després. Cristal·litza en el sistema tetragonal. És una espècie relacionada químicament tant amb la marokita com amb la wernerkrauseïta.
L'exemplar que va servir per a determinar l'espècie, el que es coneix com a material tipus, es troba conservat a les col·leccions del Museu d'Història Natural Mainz, a Renània-Palatinat (Alemanya), amb el número de catàleg NHMMZ M 2023/2-LS.

## Formació i jaciments
Va ser descoberta a la pedrera Caspar, que es troba dins el volcà Bellerberg, a Mayen-Koblenz (Renània-Palatinat, Alemanya), sent aquest indret l'únic de tot el planeta on ha estat descrita aquesta espècie mineral.